# Волщин
Во̀лщин (на полски: Wolsztyn) е град в Западна Полша, Великополско войводство. Административен център е на Волщински окръг и на Волщинска община. Заема площ от 4,78 км2.

## География
Градът се намира в историческия регион Великополша. Разположен е югозападно от Познан.

## Население
Населението на града наброява 13 328 души (по данни от 2017 г.). Гъстотата е 2788 души/км2.

## Личности
Родно място на философа и математик Хьоне Вронски. За известно време в града служи като военен лекар и Роберт Кох.